# Micropterus coosae
Cá vược mắt đỏ (Danh pháp khoa học: Micropterus coosae) là một loài cá vược trong họ Cá Thái dương (Centrarchidae), chúng là loài cá có ngoại hình trông giống cá rô và thường có gai cứng dọc theo vây và nổi bật là có đôi mắt màu đỏ. Đây là một loài cá câu thể thao được ưa chuộng của những tay câu (cần thủ).

## Đặc điểm

### Mô tả
Hàm trên (maxilla) của chúng kéo dài đến phần sau của mắt, thường là màu đỏ, thon thả với miệng lớn trải dài đến hoặc hơi phía sau lề sau của mắt. Vây lưng có 9 đến 11 (thường là 10) gai và 11 đến 13 (thường là 12) tia. Vây hậu môn có ba gai và 9 đến 11 (thường là 10) tia. Đường bên có từ 63 đến 74 vạch. Lưng cá và hai bên lườn có màu ô liu nâu với đốm nâu đậm hơn. Những con cá đựccó màu xanh hơi xanh lục trên đầu và cổ họng. Những con chưa thành niên, hai bên cơ thể thường có 10 đến 12 vết đen tối không nối để tạo thành một đường ngang. Chúng phát triển đến độ dài tổng thể được báo cáo là 47 cm (19 inch), và là một trong những loài cá vược đen cỡ nhỏ. 

### Tập tính
Cá vược mắt đỏ có thể sống ở nước mặn và nước ngọt nhưng chủ yếu là nước ngọt, và nhiệt độ ưa thích của chúng từ vùng nước ấm tới ôn hòa. Chúng sống ở vùng nước ôn hòa, và có thể phát hiện ở sông hay cửa biển. Cá thuộc loài này thường có màu xanh bùn, và thích ẩn nấp bên dưới những cây cỏ hay những cấu trúc nhân tạo để rình mồi. Là loài cá câu thể thao, điều này có nghĩa là, sau khi bị bắt, chúng được thả ra, mặc dầu một số loài cũng được ăn thịt. Nhiều khu vực có những hạn chế về loài và kích thước cá có thể bắt, và những tay câu phải làm quen với những quy định này trước khi khởi hành một chuyến câu cá.
Cá vược mắt đỏ cũng như cá vược nói chung là các loài được quản lý rất chặt chẽ, và dường như không bị rủi ro tuyệt chủng vì có những chế độ duy trì trữ lượng phù hợp. Những con ở vùng nước ôn hòa có khuynh hướng di cư cao, thỉnh thoảng di chuyển một quãng đường rất xa. Tất cả chúng sinh sản trong vùng nước ngọt trong mùa xuân, và ăn các loài cá nhỏ hơn cùng với tôm và giáp xác khác. Một số loài cũng được nuôi thương mại, và ngư dân cũng có thể lợi dụng trữ lượng cá nuôi, thường được thả vào các khu vực nước có trữ lượng bị tàn phá.